# Catharinea tenuirostris
Catharinea tenuirostris là một loài rêu trong họ Polytrichaceae. Loài này được (Hook.) Brid. mô tả khoa học đầu tiên năm 1827.